# Selimus
Selimus is een geslacht van spinnen uit de familie springspinnen (Salticidae).

## Soorten
De volgende soorten zijn bij het geslacht ingedeeld:
- Selimus venustus Peckham & Peckham, 1901